# 東小倉
東小倉（ひがしおぐら）は、神奈川県川崎市幸区の町名。丁目の設定がない単独町名。住居表示は実施済み。小倉地域の一つでもある。

## 地理
幸区の西部に位置し、西と北に小倉、東に塚越、南に横浜市鶴見区矢向と接している。

## 歴史

### 沿革
新設された以前の歴史は、小倉を参照のこと。
- 2008年（平成20年）12月8日 - 住居表示の実施に伴い、横須賀線東側に東小倉が新設された[5][6]。

## 世帯数と人口
2025年（令和7年）6月30日現在（川崎市発表）の世帯数と人口は以下の通りである。
| 町丁   | 世帯数    | 人口    |
| ------ | --------- | ------- |
| 東小倉 | 1,388世帯 | 2,648人 |

### 人口の変遷
国勢調査による人口の推移。
| 年                 | 人口  |
| ------------------ | ----- |
| 2010年（平成22年） | 2,524 |
| 2015年（平成27年） | 2,666 |
| 2020年（令和2年）  | 2,791 |

### 世帯数の変遷
国勢調査による世帯数の推移。
| 年                 | 世帯数 |
| ------------------ | ------ |
| 2010年（平成22年） | 1,034  |
| 2015年（平成27年） | 1,226  |
| 2020年（令和2年）  | 1,260  |

## 学区
市立小・中学校に通う場合、学区は以下の通りとなる（2025年4月時点）。
| 番・番地等 | 小学校               | 中学校             |
| ---------- | -------------------- | ------------------ |
| 全域       | 川崎市立東小倉小学校 | 川崎市立塚越中学校 |

## 事業所
2021年（令和3年）現在の経済センサス調査による事業所数と従業員数は以下の通りである。
| 町丁   | 事業所数 | 従業員数 |
| ------ | -------- | -------- |
| 東小倉 | 35事業所 | 488人    |

### 事業者数の変遷
経済センサスによる事業所数の推移。
| 年                 | 事業者数 |
| ------------------ | -------- |
| 2016年（平成28年） | 34       |
| 2021年（令和3年）  | 35       |

### 従業員数の変遷
経済センサスによる従業員数の推移。
| 年                 | 従業員数 |
| ------------------ | -------- |
| 2016年（平成28年） | 416      |
| 2021年（令和3年）  | 488      |

## 施設
- 川崎市立東小倉小学校

## その他

### 日本郵便
- 郵便番号 : 212-0033[3]（集配局 : 川崎港郵便局[14]）

### 警察
町内の警察の管轄区域は以下の通りである。
| 番・番地等 | 警察署   | 交番・駐在所   |
| ---------- | -------- | -------------- |
| 全域       | 幸警察署 | 鹿島田駅前交番 |